# Secrétariat d'État à la Jeunesse et à l'Enfance
Le secrétariat d'État à la Jeunesse et à l'Enfance d'Espagne (en espagnol : Secretaría de Estado de Juventud e Infancia) est le secrétariat d'État chargé de la jeunesse et de l'enfance.
Il relève du ministère de la Jeunesse et de l'Enfance.

## Missions

### Fonctions
Le secrétariat d'État à la Jeunesse et à l'Enfance est l'organe supérieur du ministère de la Jeunesse et de l'Enfance auquel il revient de proposer et mettre en œuvre la politique gouvernementale en matière de jeunesse, d'adolescence et d'enfance, avec une attention particulière à la garantie des droits constitutionnels et à l'intérêt général. Il revient au secrétariat d'État de coordonner les organismes qui dépendent de lui, impulser la coopération institutionnelle et interterritoriale et participer aux organismes internationaux et de l'Union européenne en cette matière.

### Organisation
Le secrétariat d’État s'organise de la manière suivante : 
- Secrétariat d'État à la Jeunesse et à l'Enfance (Secretaría de Estado de Juventud e Infancia) ;
  - Direction générale des Droits de l'enfance et de l'adolescence ;
    - Sous-direction générale de la Promotion des droits de l'enfance et de l'adolescence ;
    - Sous-direction générale des Programmes de l'enfance et de l'adolescence ;
    - Registre national des organismes accrédités pour l'adoption internationale et des Réclamations et Incidences ;

  - Institut de la Jeunesse.

## Titulaires
| Titulaire | Titulaire          | Début      | Fin         | Parti | Ministre  |
| --------- | ------------------ | ---------- | ----------- | ----- | --------- |
|           | Rubén Pérez Correa | 29/11/2023 | En fonction | IU    | Sira Rego |